# Crucihimalaya stricta
Crucihimalaya stricta är en korsblommig växtart som först beskrevs av Jacques Cambessèdes, och fick sitt nu gällande namn av Al-shehbaz, O'kane och Robert A. Price. Crucihimalaya stricta ingår i släktet Crucihimalaya, och familjen korsblommiga växter. Inga underarter finns listade i Catalogue of Life.